# 提耶特
提耶特（tyet）是伊西斯女神的一个古埃及符号，确切的起源尚不清楚。除二只向下的手臂外，它在许多方面都类似安卡。它一般的译意是“繁荣”或“生命”。由于酷似埃及众神用来系衣服的扣结（也叫泰特、伊西斯扣、伊西斯腰带和伊西斯之血），它大概被称作“伊西斯结”。“伊西斯之血”的含意则较为晦涩，但由于提耶特常以红色的石头或玻璃制成陪葬用的护身符，所以有可能只是对其外观颜色的形容，也推测“提耶特”可能表示从伊西斯子宫流出的具有神奇特性的月经。
它也在《亡灵书》第156个咒语中被提到:
你拥有伊西斯的血液，你拥有伊西斯的力量；你拥有伊西斯的法力。此护身符就是对他的保护，它将会驱除所有针对他的罪行。
在所有这些情况下，它似乎代表着复活和永生的想法。
该符号可与米诺斯圣结（sacral knot）-克里特岛克诺索斯发现的带突出索环的绳结符号作对比。